# فهرست قنات‌های شهرستان نکا
جدول زیر بر اساس آمار وزارت جهاد کشاورزی تهیه شده‌است. فهرست زیر قنات‌های شهرستان نکا در استان مازندران را نشان می‌دهد.
| نام قنات   | موقعیت                | نزدیک‌ترین روستا | طول قنات (متر) | تعداد میله چاه | عمق مادر چاه | دبی (لیتر بر ثانیه) | سطح زیر کشت (هکتار) |
| ---------- | --------------------- | --------------- | -------------- | -------------- | ------------ | ------------------- | ------------------- |
| اطرب       | بخش مرکزی شهرستان نکا | اطرب            | ۷۵۰            | ۲۳             | ۱۳           | ۶                   | ۵۰                  |
| بهزادکلا   | بخش مرکزی شهرستان نکا | بهزادکلا        | ۱۰۰۰           | ۳۰             | ۱۱           | ۱۰                  | ۶۰                  |
| درویش صالح | بخش مرکزی شهرستان نکا | بهزادکلا        | ۳۰۰۰           | ۷۰             | ۱۴           | ۱۰                  | ۶۰                  |
| رودخانه أی | بخش مرکزی شهرستان نکا | الوکنده         | ۲۵۰۰           | ۶۰             | ۱۲           | ۱۰                  | ۱۰۰                 |
| چشمه محل   | بخش مرکزی شهرستان نکا | الوکنده         | ۱۵۰۰           | ۳۰             | ۱۵           | ۲۰                  | ۱۰۰                 |